# Vale Flor
Vale Flor est une ancienne paroisse (freguesia) portugaise, de la commune de Mêda, dans le district de Guarda et la région Centre.
Avec une superficie de 16,76 km² et une population de 227 habitants (2001), la densité de population s'élève 13,5 hab./km².
La sainte patronne du village est Nossa Senhora da Saúde (Notre Dame de la Santé).

## Histoire
Le village de Vale Flor se situe dans une vallée appartenant à la municipalité de Mêda, ville distante de 6 km. Les villages les plus proches sont Pai penela (1 km) et Carvalhal (2 km). Il y a longtemps le village appartenait à la municipalité de Marialva. Quand en 1855 celle-ci disparu, Vale Flor a fait partie de Vila Nova de Foz Côa puis finalement de Mêda.
Cet ancien village s'est anciennement appelé Vale de Ladrões (Val des Voleurs), dû à un dangereux groupe de voleurs qui y vécurent. En 1941, son nom a été changé en Vale Flor.
On rend compte de ce village depuis 1222, un document le réfère comme faisant partie de la Casa de Marialva (Maison de Marialva). Cette localité a également été connue par "pousada" (auberge) car elle se situait près d'une route très fréquentée qui allait jusque Marialva.
Au Moyen Âge, Vale Flor était densément peuplé et est arrivé à atteindre une grande importance, qui s'est progressivement perdue dans les siècles suivants.
Une des figures les plus illustres du village a été l'Amiral Armando de Reboredo, qui a exercé ses fonctions de Chef de l’État Major de l'Armée Portugaise.
Actuellement Vale Flor est une localité agréable et harmonieuse, avec une bonne qualité de vie pour ses habitants.
La loi no 11-A/2013 du 28 janvier 2013, portant réorganisation administrative du territoire des freguesias, fusionne Vale Flor avec les paroisses voisines de Carvalhal et Pai Penela pour former l’União das freguesias de Vale Flor, Carvalhal e Pai Penela (dont le siège est à Vale Flor).

## Géographie
Vale Flor est limitrophe :
- au nord, d'Outeiro de Gatos et de Mêda,
- à l'est, de Marialva,
- au sud, de Carvalhal,
- au sud-ouest, de Pai Penela,
- à l'ouest, d'Aveloso.

| Aveloso    | Outeiro de Gatos Mêda | Marialva |
| Aveloso    | Vale Flor             | Marialva |
| Pai Penela | Carvalhal             | Marialva |

## Patrimoine
L'église est très ancienne et son presbytère est d'architecture romane.
Il existe plusieurs croix de pierre situées partout dans le village.
Et aussi plusieurs chapelles dont :
- Capela de Santo António (chapelle de Saint Antoine de Padoue), située au centre du village, elle date de 1778.
- Capela do Divino Espírito Santo (chapelle du Divin Saint Esprit), située à côté de cimetière, la porte date du XVIe siècle.
- Capela de Nossa Senhora da Saúde (chapelle de Notre Dame de Santé), construite en 1818 de style baroque, lieu de pèlerinage le lundi de Pâques.
- Capela de Santa Bárbara (chapelle de Sainte Barbara), située entre Mêda et Outeiro de Gatos, date de construction inconnue.

De nombreuses fontaines :
- Fonte da Lameira, date de 1788
- Chafariz, située sur la place, date de 1867

Un four communautaire : il date des années 1990, il remplace un ancien four ayant été détruit.

## Archéologie
Il existe une sépulture anthropomorphe, un sarcophage, dont on ne connaît l'origine.

## Fêtes
- Festa de Nossa Senhora da Saúde (fête de Notre Dame de Santé) - Lundi de Pâques.
- Festa de Santa Bárbara (fête de Sainte Barbara) - Dernier dimanche de juin
- Festa de Santo António (fête de Saint Antoine de Padoue ou fête des émigrés) - deuxième dimanche d'août

Cette fête n'existe que depuis 19 ans, c'est-à-dire depuis 1993. Cette fête existe car les émigrés ne sont présents pendant les autres fêtes. Prenant leurs vacances au mois d'août, ils peuvent ainsi participer aux festivités.

## Bâtiments publics
- Éducation : école de 1er cycle d'enseignement primaire de Vale Flor
- Sociaux et Santé : o Salão de Convívio na Casa do Povo (mot à mot, la Maison du Peuple) et o Salão de Festas (la salle des fêtes) na Casa do Povo
- Loisirs : un terrain de football (Campo do Madorro) et un parc pour enfants (Parque da Carreira)
- Restauration : Il y a trois cafés : le Café Trevo, le Café Falhas et le Pousada Bar.